# Harald Quandt

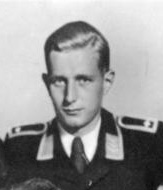
Harald Quandt, als Luftwaffen-Offizieranwärter im Feldwebelrang, 1942

Harald Quandt (* 1. November 1921 in Berlin; † 22. September 1967 bei Cuneo, Italien) war ein deutscher Maschinenbau-Ingenieur und Unternehmer aus der Familie Quandt.

## Leben

### Herkunft

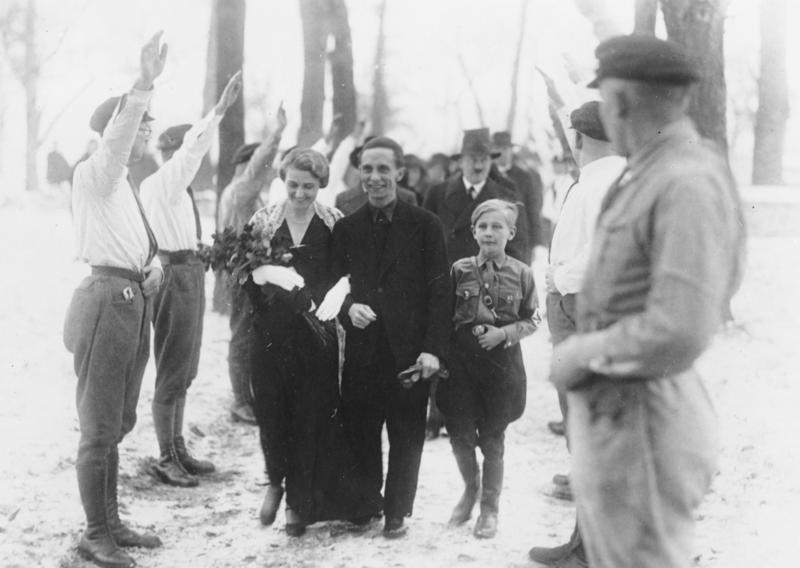
Als 10-Jähriger (in Uniform) bei der Hochzeit seiner Mutter mit Joseph Goebbels, im Hintergrund Adolf Hitler

Harald Quandt war der Sohn des Unternehmers Günther Quandt aus der Ehe mit Magda geb. Behrend, die in zweiter Ehe mit Joseph Goebbels verheiratet war. Herbert Quandt war sein älterer Halbbruder.
Harald Quandt wuchs nach der Scheidung seiner Eltern bei seiner Mutter auf, die aber stets freundschaftliche Beziehungen zu ihrem Ex-Ehemann aufrechterhielt. Der kurz vor ihrem Selbstmord am 1. Mai 1945 verfasste Abschiedsbrief an Harald Quandt ist das einzige erhaltene schriftliche Zeugnis von Magda Goebbels.

### Zweiter Weltkrieg
Im Jahr 1940 meldete er sich freiwillig zu den Fallschirmjägern. Im Mai 1941 nahm Quandt als Angehöriger des Fallschirm-Pionier-Bataillons an der Luftlandeschlacht um Kreta teil. Später kämpfte er in der Sowjetunion und in Italien. Im Herbst 1943 war er Oberleutnant im Stab der 1. Fallschirmjäger-Division. Ende Dezember 1943 nahm Quandt an den verlustreichen Kämpfen in der sieben Tage währenden Schlacht um Ortona teil. Im Februar 1944 lag er krankheitsbedingt in einem Münchener Lazarett. Sein Stiefvater Joseph Goebbels setzte ihn unter Druck, schnellstmöglich an die Front zurückzukehren. So kämpfte Quandt bereits im Frühjahr 1944 erneut als Fallschirmjäger, jetzt in der Schlacht um Monte Cassino. Anfang September 1944 geriet er bei Kämpfen im Raum Bologna schwer verwundet in britische Kriegsgefangenschaft und wurde in ein Gefangenenlager (Camp 305) in der libyschen Hafenstadt Bengasi gebracht.
Quandts Mutter schrieb Harald einen Abschiedsbrief; ebenso sein Stiefvater Goebbels. Die beiden begingen am 1. Mai 1945 im Führerbunker Suizid; ihre sechs Kinder hatten sie zuvor mit Gift ermordet.

### Studium
Nach seiner Entlassung aus der Kriegsgefangenschaft und seiner Rückkehr in die amerikanische Besatzungszone 1947 studierte Quandt an der Technischen Hochschule Hannover und der Technischen Hochschule Stuttgart Maschinenbau und schloss mit dem akademischen Grad eines Diplom-Ingenieurs ab. Als Student trat er in Stuttgart dem Club Cosmos bei, aus dem später die Akademische Verbindung Vitruvia wurde.

### Tätigkeiten
Nach dem Tod ihres Vaters 1954 erbten Harald und sein Halbbruder Herbert Quandt ein Konglomerat von Unternehmensbeteiligungen, unter anderem an der Akkumulatoren-Fabrik AG (AFA), später VARTA. Dabei konzentrierte sich Harald auf den Bereich Rüstung mit der Industriewerke Karlsruhe AG, deren Vorstandsvorsitzender er auch war. Weitere Vorstandsposten hatte er bei der Busch-Jaeger AG, der Dürener Metallwerke AG und den Mauserwerken Oberndorf am Neckar inne. Bei VARTA war er Aufsichtsratsvorsitzender und bei der Daimler-Benz AG Mitglied des Aufsichtsrats.
Ende der 1950er bzw. Anfang der 1960er Jahre war der begeisterte Privatpilot ehrenamtlich mehrere Jahre Präsident des DAeC (Deutscher Aero Club), des Dachverbands der deutschen Luftsportvereine und zu der Zeit Interessenvertretung der allgemeinen Luftfahrt. Quandt betrieb ab September 1961 den ersten in der Bundesrepublik Deutschland zivil zugelassenen Geschäftsreise-Jet, eine viersitzige Morane-Saulnier MS.760B Paris II (deutsche Musterzulassung am 15. Oktober 1960) mit dem Luftfahrzeugkennzeichen D-INGE.

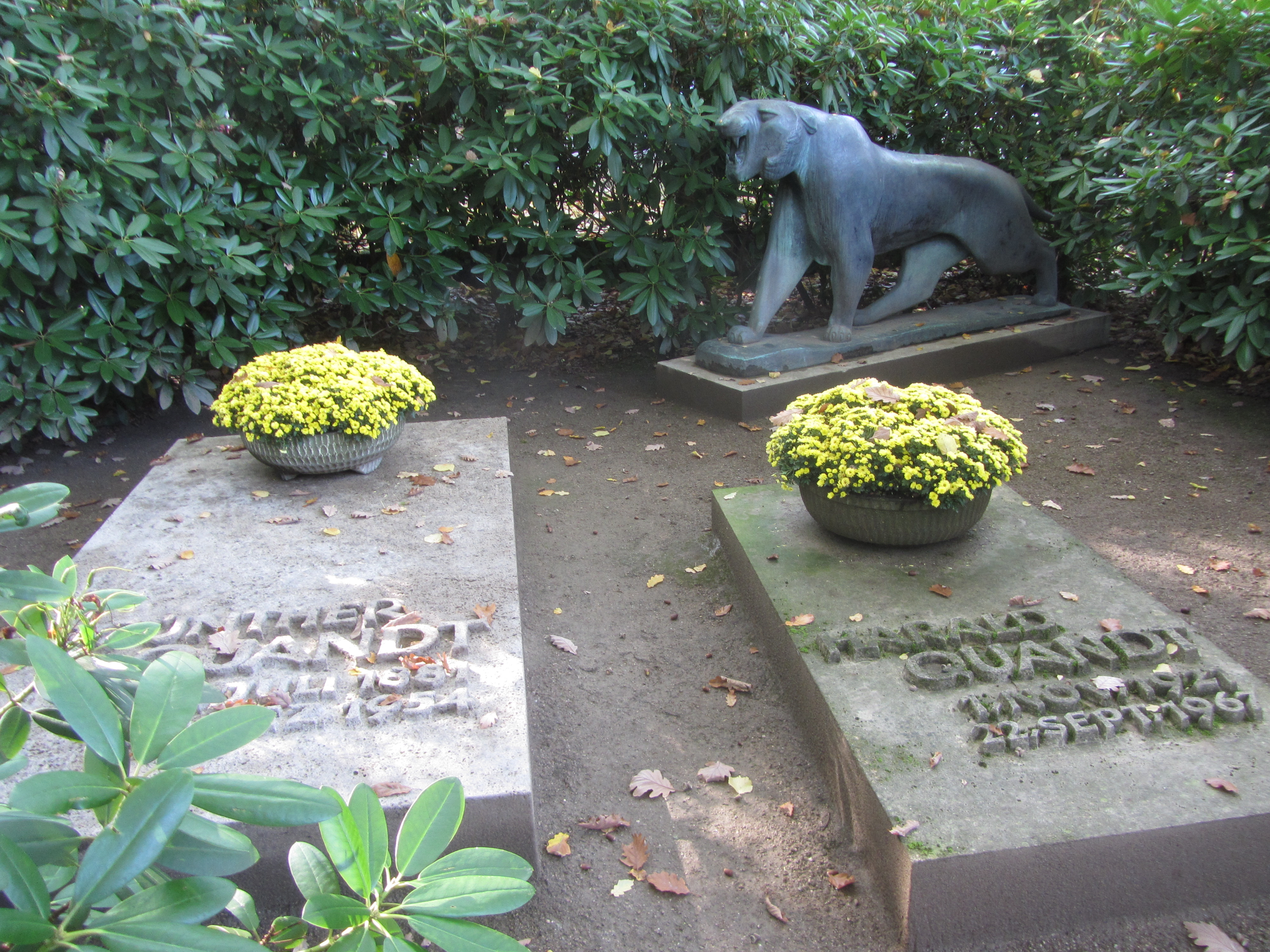
Grabplatten von Günther und Harald Quandt auf dem Waldfriedhof Bad Homburg

### Tod
Harald Quandt kam am 22. September 1967 bei einem Flugzeugabsturz mit einem unternehmenseigenen Flugzeug vom Typ King Air A90 auf einem nächtlichen Flug von Frankfurt am Main nach Nizza ums Leben. Am Steuer war ein Ersatzpilot, der kurzfristig eingesprungen war und die Maschine wahrscheinlich noch nicht vollständig beherrschte. Offenbar war die gesamte Bordelektronik mitsamt den Funkgeräten ausgefallen, so dass die Piloten bei Cuneo (Italien) gegen einen Berg flogen. Der Flugunfall bleibt rätselhaft.
Nach Harald Quandts Tod wurde das Vermögen der Familie Quandt zwischen Herbert Quandt und den Erben von Harald Quandt aufgeteilt.

### Familie
Seit 1951 war Harald Quandt mit Inge Quandt geb. Bandekow (18. November 1928 – 24. Dezember 1978) verheiratet, der Tochter des Unternehmens-Justiziars, mit der er fünf Töchter hatte: Katarina Geller-Herr (* 1951), Gabriele Quandt (* 1952), Anette May-Thies (* 1954), Colleen-Bettina Rosenblat-Mo (* 1962) und Patricia Halterman (1967–2005).
Nach Harald Quandts Tod war seine Witwe zunächst mit dem Fernsehjournalisten und Rennfahrer Rainer Günzler liiert. Im Jahr 1976 heiratete sie den Bankier Hans-Hilman von Halem (8. April 1932 – 26. Dezember 1978) und hieß seitdem Inge Quandt-von Halem. Nach dem Tod seiner Frau an Heiligabend 1978 wollte Hans-Hilman von Halem nicht mehr leben und erschoss sich zwei Tage später mit einer Pistole.
Die fünf Töchter von Harald Quandt ließen ihre Vermögensanteile und Unternehmensbeteiligungen ab 1981 gemeinsam von der neu gegründeten Harald Quandt Holding verwalten, die sich 1988 für weitere Kunden öffnete und aus der die heutige HQ Holding hervorging.